# 丰塔内斯德索
丰塔内斯德索（法語：Fontanès-de-Sault，法語發音：[fɔ̃tanɛs də so] ⓘ）是法国奥德省的一个市镇，属于利穆区。

## 地理
丰塔内斯德索（42°46'6"N, 2°4'54"E）面积5.29 平方千米，位于法国奧克西塔尼大區奥德省，该省份为法国南部沿海省份，北起塔恩省，西北接上加龙省，西接阿列日省，南至东比利牛斯省，东临地中海，东北与埃罗省接壤。
与丰塔内斯德索接壤的市镇（或旧市镇、城区）包括：鲁兹、欧纳特、康帕尼亚德索、埃斯库卢布尔、罗多姆。

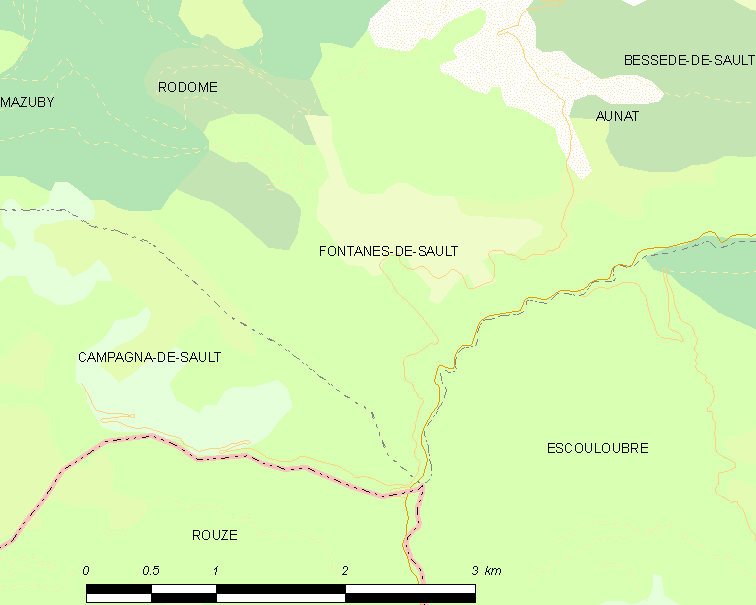
丰塔内斯德索的OSM定位图

丰塔内斯德索的时区为UTC+01:00、UTC+02:00（夏令时）。

## 行政
丰塔内斯德索的邮政编码为11140，INSEE市镇编码为11147。

## 政治
丰塔内斯德索所属的省级选区为上奥德河谷县。

## 人口

1962-2008年间丰塔内斯德索人口变化图示

丰塔内斯德索于2022年1月1日时的人口数量为5人。